# Abadia de Saint-Benoît-sur-Loire
L'abadia de Saint-Benoît-sur-Loire (antigament coneguda com a abadia de Fleury i també amb el nom de Sant-Benoît de Fleury) està situada al municipi francès de Saint-Benoît-sur-Loire, al departament de Loiret (Centre-Vall del Loira). El monument va quedar catalogat com Monument Historique el 1840.

## Història
L'abadia de Fleury es troba documentada per primer cop en el testament de Léodebode, a partir del qual hom pot deduir que fou fundada cap al 651 gràcies a una donació d'aquest personatge destinada a impulsar un centre monàstic. Altres fonts la situen abans, cap al 630. El cert és que es tracta d'una fundació doble: per una banda una comunitat aplegada al voltant d'una església dedicada a la Mare de Déu, i de l'altra una segona comunitat, molt propera, reunida al voltant de l'església de Sant Pere. Les dues comunitats es fusionaren, formant l'abadia de Saint-Pierre de Fleury.
El lloc agafà molt de renom a causa de la suposada translació del cos de sant Benet de Núrsia, mort al voltant de 547 i enterrat a Montecassino. Hom diu que l'abat Mummolus va enviar una expedició a Itàlia per recuperar el cos del sant. Així es va fer i els enviats van apoderar-se dels cossos de sant Benet i la seva germana santa Escolàstica, els quals foren traslladats a Fleury en un únic contenidor. Aquí es van separar les restes, quedant-se a l'església de Saint-Pierre les restes del sant fundador. Aquest suposat trasllat es va portar a terme entre els anys 670 i 672. Gràcies a la presència de les relíquies, el lloc va prendre força anomenada i va esdevenir un centre d'atracció, hom ha descobert una notable necròpolis d'aquella època, sens dubte impulsada per la voluntat de ser enterrat prop del sant.
A la segona meitat del segle ix el monestir va passar per una època de turbulències motivades per la inestabilitat del territori, invasions normandes, etc. Es va refer de totes aquelles desgràcies i aconseguí importants donacions arreu, enriquint el seu patrimoni, tant material, com religiós. Testimoni d'aquesta vitalitat són els priorats dependents de Fleury, que ja en aquesta època havia canviat el nom pel de Saint-Benoît-sur-Loire: Saint-Benoît-du-Sault (Indre, Centre), La Réole (Gironda, Aquitània) i Perrecy-les-Forges (Saona i Loira, Borgonya).
Al segle x el lloc passa sota de la tutela de l'abat Sant Odó (Ot) de Cluny, que porta a terme una reforma per seguir l'esperit cluniacenc, cap al 934. A partir d'aquest fet, l'abadia és un important centre d'influència per altres comunitats esteses arreu.
El 1026 s'incendia l'església, que es va refer i decorar amb pintures murals. El seu escriptori i biblioteca van aconseguir una reconeguda fama i importància, s'hi van escriure i també conservar documents de moltes èpoques i procedències.
El 1207 s'inaugura una nova arqueta d'argent daurat per a les relíquies de Sant Benet, que se situa a l'església de Santa Maria. La importància i atracció que genera l'abadia i els seus priorats obliga a limitar el nombre de membres de les cases, amb la finalitat d'evitar problemes financers.
El lloc queda afectat per la guerra dels Cent Anys (1337-1453): és incendiat i saquejat. Un cop allunyada aquesta situació bèl·lica es disposa la seva restauració. Al segle xvi passa a dependre d'abats comendataris i la vida monàstica es desenvolupa amb més o menys vitalitat fins que queda estroncada per la revolució, els efectes de la qual fan enderrocar els edificis. El lloc va poder recuperar la vida monàstica el 1944, amb l'arribada de monjos de l'abadia de La Pierre-qui-Vire (Yonne, Borgonya), després d'anys d'intents fallits.

## Els edificis

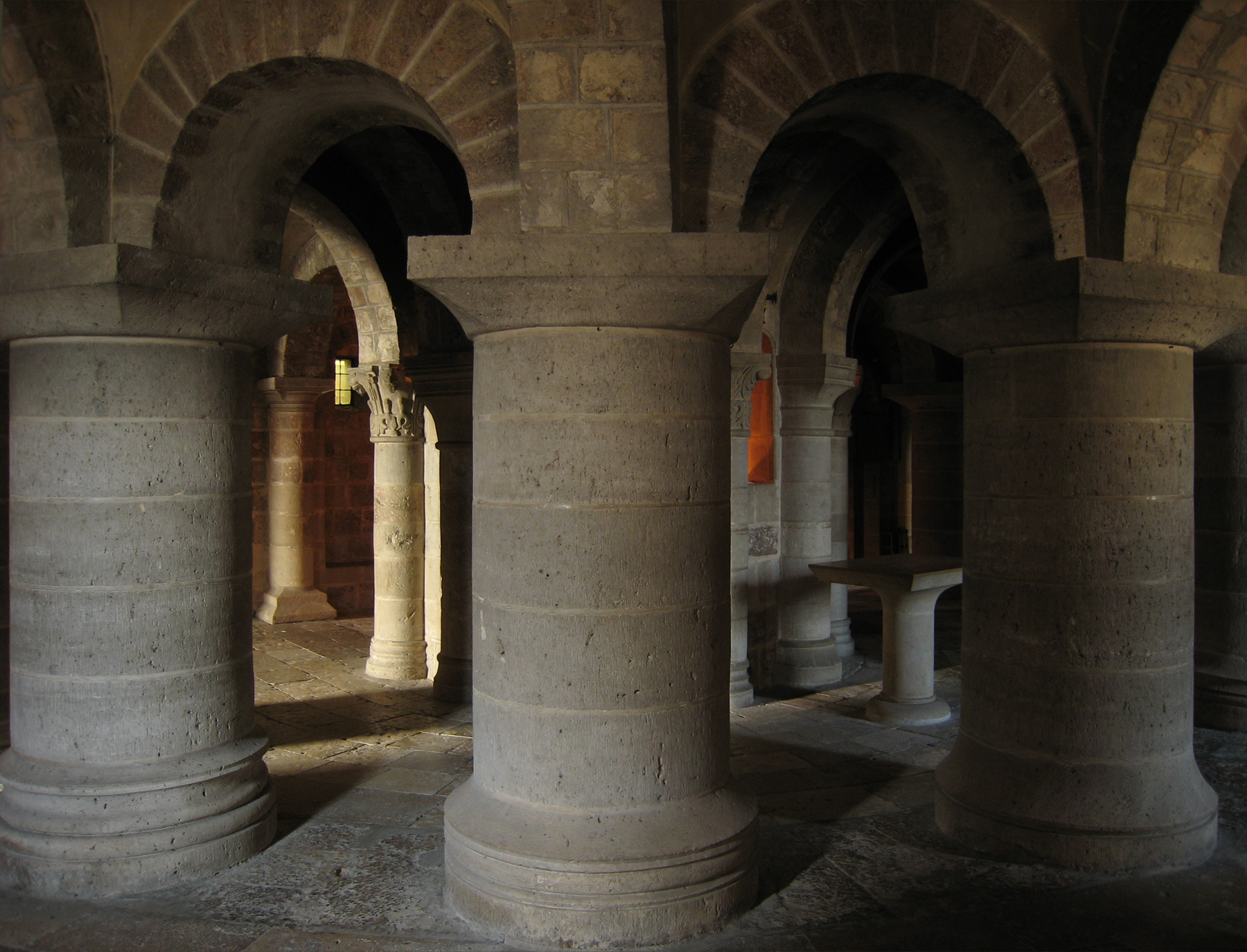
Cripta
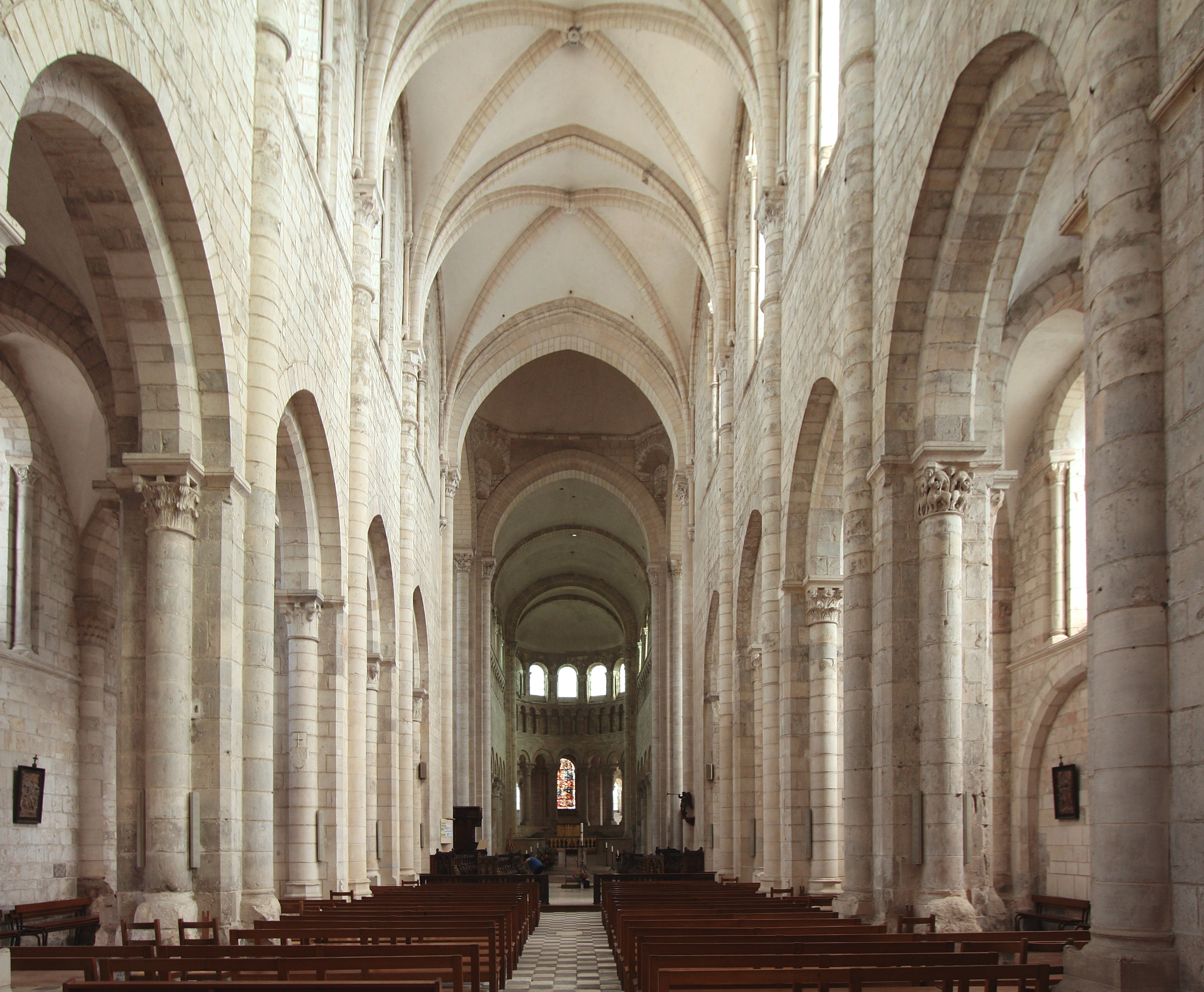
Interior
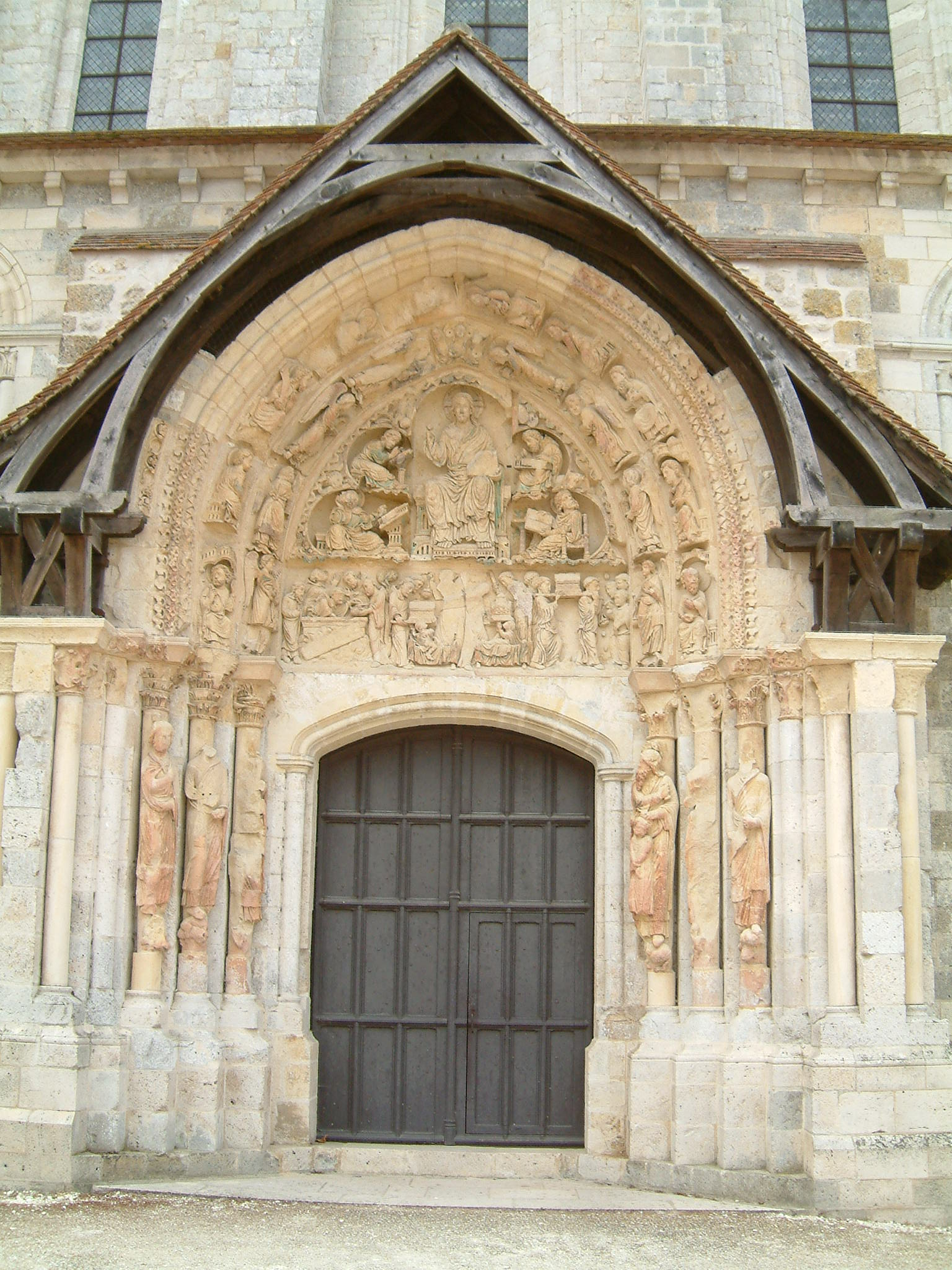
Portal nord (1180)
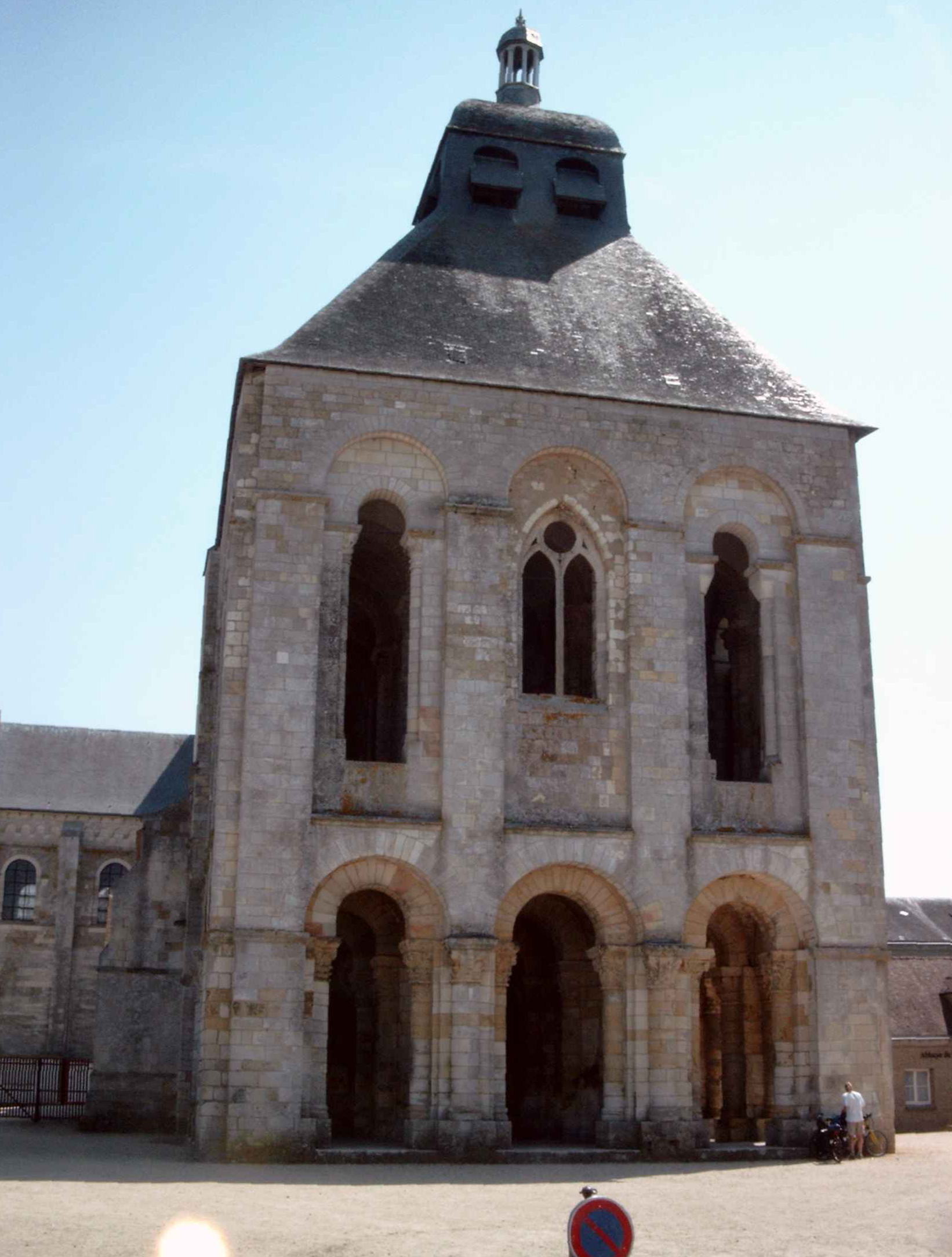
Torre que precedeix l'església

L'abadia de Saint-Benoît-sur-Loire disposava de dues esglésies, una dedicada a la Mare de Déu i la segona a Sant Pere, eren situades a menys de 100 m l'una de l'altra. Hom desconeix com eren les altres dependències monàstiques. L'església de Sant Pere existia des dels inicis del cenobi i es va restaurar diverses vegades, entre les quals el 780-796, 1026 i als segles XV, XVII i xviii. Fou destruïda amb la revolució.
L'actual església de Santa Maria és la tercera que es va aixecar en aquest lloc. Es va començar a finals del segle 1067 i es va consagrar el 1108, però els treballs van continuar fins al 1218, data en què hom fixa la finalització de l'obra. L'estat actual de l'edifici és el resultat d'intervencions de diverses èpoques.
L'edifici és precedit per un cos massís, una torre que forma el nàrtex de l'església, de planta rectangular (17,16 x 14,60 m) amb 3 x 3 naus. La planta baixa reuneix un important conjunt de 128 capitells romànics, un d'ells porta la signatura de l'autor "UNBERTUS ME FECIT".
La planta de l'edifici és en forma de creu: Un primer cos format per tres naus de set trams, el transsepte i el presbiteri envoltat per un deambulatori amb absis radials. Aquesta part té un segon transsepte, de reduïdes dimensions.
El gruix de l'obra de la nau es va aixecar al segle xii, té una alçada considerable amb relació a l'amplada. Els arcs són apuntats i la volta nervada. El transsepte té un parell d'absis. L'encreuament de la nau i el creuer està cobert amb una cúpula sobre la qual descansa una torre. També disposa d'una cripta.

## Mobiliari

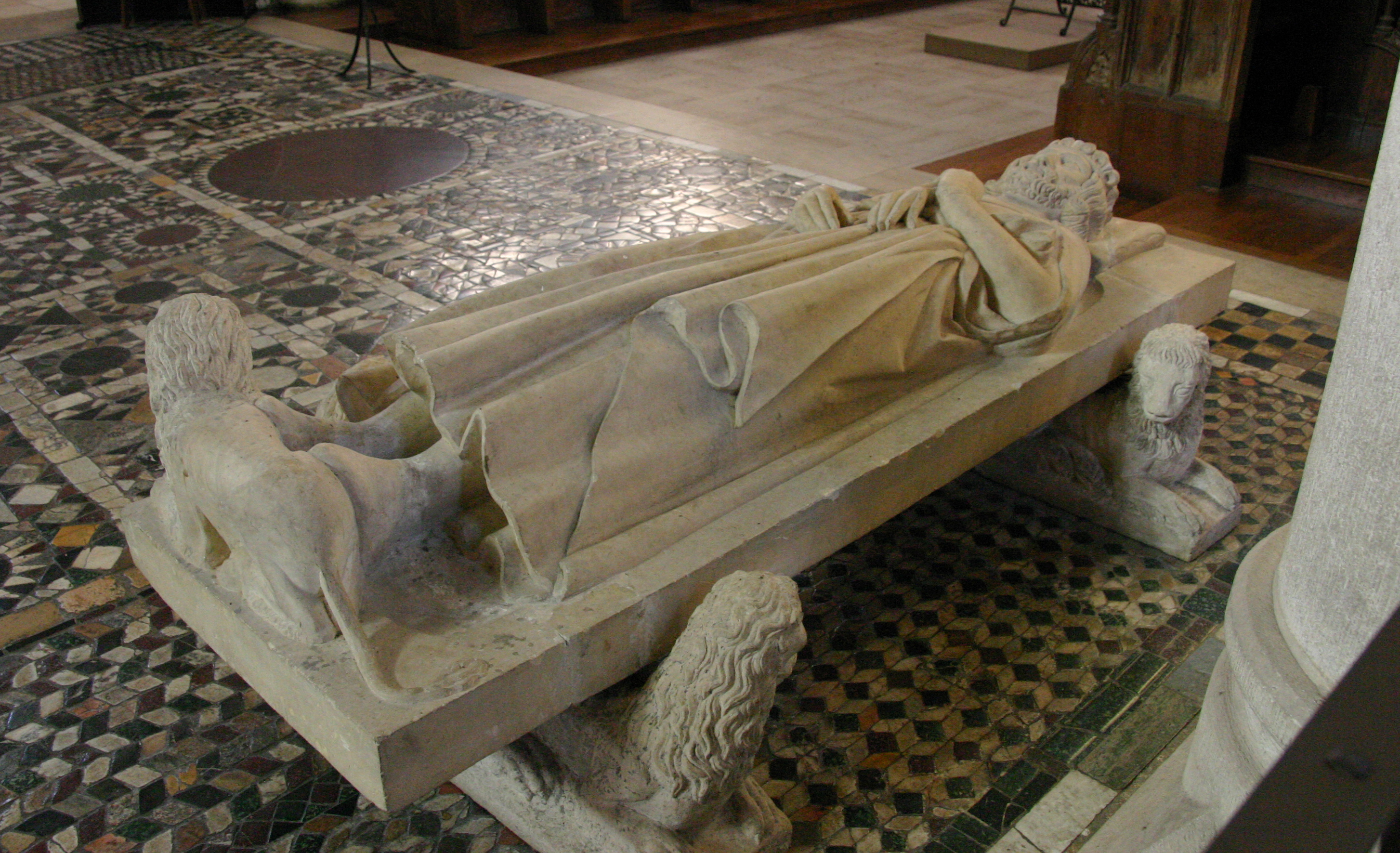
Tomba de Felip I de França

L'església conserva una part del cadirat del cor de 1413, fagments del paviment marmori en mosaic (segle xi), la tomba de Felip I de França, de factura moderna, i la Mare de Déu de Fleury, imatge d'alabastre del segle xiv.